# Farnborough Football Club
El Farnborough Football Club es un club de fútbol inglés de la ciudad de Farnborough. Fue fundado en 1967 como Farnborough Town F.C., juega en la Conference South.